# ۱۳ دی
۱۳ دی دویست و هشتاد و نهمین روز سال در گاه‌شماری خورشیدی است. به پایان سال ۷۶ روز (۷۷ روز در سال کبیسه) باقی‌است.

## مناسبت‌های نجومی
- اوج سالانه بارش شهابی ربعی

## رویدادها
- ۱۳۹۸ - عملیات آذرخش کبود
- ۱۴۰۲ - انفجارهای کرمان

## زادروزها
- ۱۲۷۸ - جلال‌الدین همایی، شاعر
- ۱۳۳۶ - بیتا فرهی، بازیگر
- ۱۳۴۸ - ماهایا پطروسیان، بازیگر
- ۱۳۶۴ - فرزاد حاتمی، بازیکن فوتبال
- ۱۳۶۸ - سحر خدایاری، معروف به دختر آبی

## درگذشت‌ها
- ۱۳۳۸ - نیما یوشیج، شاعر
- ۱۳۵۹ - خدیجه افضل وزیری، روزنامه‌نگار [۱]
- ۱۳۹۰ - حاجی بخشی، از اعضای بسیج
- ۱۳۹۱ - مجتبی تهرانی، از آموزگاران حوزه علمیه تهران
- ۱۳۹۸ - قاسم سلیمانی، دومین فرمانده نیروی قدس سپاه پاسداران انقلاب اسلامی